# Belmont-sur-Lausanne
Belmont-sur-Lausanne − miejscowość i gmina (commune) w zachodniej Szwajcarii, w kantonie Vaud, w okręgu (district) Lavaux-Oron.

## Demografia
W Belmont-sur-Lausanne mieszka 3837 osób. W 2021 roku 26,4% populacji gminy stanowiły osoby urodzone poza Szwajcarią.

## Transport
Przez teren gminy przebiega autostrada A9.